# Costus violaceus
Costus violaceus är en enhjärtbladig växtart som beskrevs av Jean Koechlin. Costus violaceus ingår i släktet Costus och familjen Costaceae.
Artens utbredningsområde är Gabon. Inga underarter finns listade.